# EK Близнецов
EK Близнецов (лат. EK Geminorum) — одиночная переменная звезда в созвездии Близнецов на расстоянии (вычисленном из значения параллакса) приблизительно 20 385 световых лет (около 6 250 парсек) от Солнца. Видимая звёздная величина звезды — от +15,3m до +13,3m.

## Характеристики
EK Близнецов — красная пульсирующая полуправильная переменная звезда типа SRA (SRA) спектрального класса M7:. Эффективная температура — около 3286 К.